# 1506 Коса
1506 Коса (1506 Xosa) — астероїд головного поясу, відкритий 15 травня 1939 року.
Тіссеранів параметр щодо Юпітера — 3,349.
Названо на честь Коса (англ. Xhosa; МФА: [ˈkǁʰoːsa] ( прослухати), амакоза, південні зулу, застаріле — кафри) — народу мовної групи банту у Південній Африці.